# عناميم
عناميم (بالعبرية: עֲנָמִים‏) هو بحسب الكتاب المقدس إما ابن ابن حام مصرايم أو اسم شعب ينحدر منه. يصف الباحث الإنجيلي دونالد إي جوان هويته بأنها «غير معروفة تمامًا».
ربما يجب إرفاق الاسم بشعب من شعوب شمال إفريقيا، ربما في المنطقة المحيطة بمصر. يبدو أن نصاً من آشور، يعود إلى زمن سرجون الثاني، يطلق على المصريين اسم «أنامي».ربط الباحث في الكتاب المقدس في العصور الوسطى سعيد الفيومي عناميم مع السكان الأصليين للإسكندرية، في مصر.

### اقتباسات
1. ↑  Donald E. Gowan (1988). From Eden to Babel: A Commentary on the Book of Genesis 1-11. W.B. Eerdmans Publishing Company. ص. 112. ISBN:978-0-8028-0337-5. مؤرشف من الأصل في 2020-02-29.
2. ↑  Saadia Gaon (1984). يوسف قافيه (المحرر). Rabbi Saadia Gaon's Commentaries on the Pentateuch (بالعبرية) (ط. 4). Jerusalem: Mossad Harav Kook. ص. 33 (note 33). OCLC:232667032.

### فهرس
- Levi, Gerson B. (2002) [c. 1916]. "Anamim". In Isidore Singer and Cyrus Adler (ed.). Jewish Encyclopedia. LCCN 16014703. OCLC 4743907.
- Fausset, Andrew R. (1949). "Anamim". Fausset Bible Dictionary.